# Caroline Dean
Pour les articles homonymes, voir Dean.
Dame Caroline Dean, née le 2 avril 1957, est une botaniste britannique. 

## Biographie
Dean a fait ses études à l'Université d'York, où elle a obtenu en 1978, un Baccalauréat universitaire ès lettres en biologie  et un doctorat en 1982,.
Elle effectue ses recherches au John Innes Centre sur le contrôle moléculaire de la synchronisation de la floraison chez les plantes,,,,,,,.
Les recherches de Dean sont financées par le Conseil pour la recherche en biotechnologie et sciences biologiques
.

## Récompenses
- En 2004, Dean a été nommée Officier de l'Ordre de l'Empire Britannique (OBE) et Membre de la Royal Society.
- En 2008, elle est élue membre étranger de l'Académie nationale des sciences (États-Unis) .
- En 2016, elle est nommée Dame Commandeur de l'Ordre de l'Empire Britannique.
- En 2016, elle est récompensée par la Médaille Darwin de la Royal Society.
- En 2018, elle reçoit le prix L'Oréal-Unesco pour les femmes et la science[12].
- En 2020, elle reçoit la médaille royale de la Royal Society[13], ainsi que le prix Wolf d'agriculture[14].

## Vie personnelle
Dean est mariée à Jonathan D. G. Jones et a un fils et une fille.